# Calço hidráulico
Calço hidráulico é uma situação que ocorre em motores a pistão, ocasionado por entrada de água ou acumulação de óleo no interior da câmara de combustão, impedindo o pistão de comprimir a mistura no seu interior, ocasionando um travamento abrupto e consequente empeno ou ruptura das bielas.
Durante o funcionamento normal de um dos ciclos do motor (a 4 tempos), o êmbolo (pistão) comprime uma mistura de ar e combustível para ser queimada no tempo máximo superior. Nesse, o combustível pulverizado é comprimido num espaço 12 vezes menor (motor a gasolina) do que o ar em condições normais. Isso garante uma mistura altamente explosiva que irá ser detonada pela fagulha (chispa elétrica) da vela de ignição.
Já o combustível sob forma líquida não sofre compressão devido as suas características físicas (incompressibilidade). Sendo assim, se houver uma admissão somente de combustível, o êmbolo não terá como comprimi-lo, formando então um calço entre a cabeça do êmbolo e a câmara do cabeçote que é denominado calço hidráulico.
Como isso ocorre no momento da explosão, pouco antes da passagem do pistão pelo ponto morto superior (ou PMS), quando as duas válvulas estarão fechadas, não havendo espaço para fuga, a única saída será empurrar o pistão e respetiva biela, fazendo rodar o virabrequim. Tal não acontece com o calço hidráulico, quando um líquido (água ou combustível inadequado) incompressível preenche a câmara de mistura formando uma massa que não pode ser esgotada. Ao se acionar a partida, os pistões sobem e encontram uma grande resistência. O motor é submetido a um tranco que pode avariar componentes como pistões, bronzinas, bielas ou até mesmo o virabrequim. Uma biela quebrada pode resultar numa trinca no bloco do motor. A água que ingressa no motor normalmente decorre da aspiração que o motor normalmente faz do ar atmosférico, mas que está tomado por água em virtude de enchentes ou alagamentos.
No caso de o calço ser ocasionado por mistura de combustíveis, tal fenômeno normalmente ocorre durante a partida pois o êmbolo estará ensopado por um combustível adequado e outro impróprio ao sistema, podendo afetar mais do que um cilindro do motor. Quanto a pressão que ocorre durante o calço, depende muito da força exercido pelo êmbolo e do seu diâmetro, uma vez que a pressão é determinada pela força e a área do êmbolo.

## Causas
Calço hidráulico a que se refere a presente edição, refere-se a parada abrupta de um movimento ocasionada por um liquido incompressível que preenche o espaço num sistema fechado, onde a força é "o movimento da peça" e o calço o líquido "que preenche o espaço" impedindo o movimento.
Nesse sentido, para que ocorra o calço hidráulico num motor a explosão, existem inúmeros motivos, desde alagamento do motor em movimento até ferrugem das paredes do cilindro, por falta de uso, sendo que o mais frequente e menos grave é causado pela má vedação das juntas do cabeçote ou empeno do mesmo devido a sobreaquecimento, causando a passagem do agente refrigerante (água) para a câmera de compressão e o cárter.
Constatado então o defeito, em todas as situações o motor deve ser aberto para reparo sendo que, para o último caso (junta queimada) já existem meios de reparar e eliminar o vazamento sem abrir o motor. Trata-se de um produto químico, resistente a pressão e altas temperaturas, que, uma vez misturada na água do intercambiador, preenche o espaço danificado da junta queimada, não permitindo a passagem de água para os cilindros nem compressão dos cilindros para o sistema de refrigeração, mesmo que o dano se localize nas partes mais quentes do motor.